# Hornstein (Austria)
Hornstein (węg. Szarvkő, burg.-chor. Vorištan) – gmina targowa (Marktgemeinde) w Austrii, w kraju związkowym Burgenland, w powiecie Eisenstadt-Umgebung. Według Austriackiego Urzędu Statystycznego liczyła 2,9 tys. mieszkańców (2016).

## Współpraca
Miejscowość partnerska:
- Gnesau, Karyntia